# Ernesto Wilhelm de Moesbach
Ernesto Wilhelm de Moesbach (Moesbach, Alemania, 19 de septiembre de 1882 - Panguipulli, Chile, 5 de mayo de 1963) fue un misionero capuchino que ejerció en la Araucanía desde 1920 hasta 1963. Su obra más conocida es la transcripción de Vida y costumbres de los indígenas araucanos en la segunda mitad del siglo XIX, obra relatada principalmente por el jefe de reducción mapuche Pascual Coña.

## Biografía
Nació en Mösbach, sur de Alemania. Ingresó a la orden de los capuchinos en 1904. Añadió el nombre de esta localidad a su apellido, como era la costumbre de su orden capuchina. Estudió filosofía y teología en Krefeld y Münster, Westfalia, y fue ordenado sacerdote en 1910.
Llegó a las misiones capuchinas de la Araucanía en 1920 trabajando en diferentes localidades, aprendiendo el idioma y costumbres del pueblo mapuche.
Falleció en 1963 en Panguipulli, provincia de Valdivia.

## Obras
- Vida y costumbres de los indígenas araucanos en la segunda mitad del siglo XIX. (Santiago de Chile: Cervantes, 1930)[Nota 1]
- Voz de Arauco. Explicación de los nombres indígenas de Chile. (Padre Las Casas: San Francisco, 1944)
- Idioma mapuche. (Padre Las Casas: San Francisco, 1962)
- Botánica indígena de Chile. (Santiago de Chile: Andrés Bello, 1992)